# Coltriciella tasmanica
Coltriciella tasmanica är en svampart som först beskrevs av Cleland & Rodway, och fick sitt nu gällande namn av D.A. Reid 1963. Coltriciella tasmanica ingår i släktet Coltriciella och familjen Hymenochaetaceae.   Inga underarter finns listade i Catalogue of Life.